# Alaksandr Ahiejeu (polityk)
Alaksandr Wiktarawicz Ahiejeu (biał. Аляксандр Віктаравіч Агееў, ros. Александр Викторович Агеев, Aleksandr Wiktorowicz Agiejew; ur. 31 stycznia 1952 w Trylesinie w rejonie horeckim) – białoruski inżynier i polityk, w latach 1997–2000 członek Rady Republiki Zgromadzenia Narodowego Republiki Białorusi I kadencji, w latach 2004–2006 minister energetyki Republiki Białorusi, od 2006 roku zastępca przewodniczącego Komitetu Kontroli Państwowej Republiki Białorusi, w latach 2012–2016 deputowany do Izby Reprezentantów Zgromadzenia Narodowego Republiki Białorusi V kadencji.

## Życiorys
Urodził się 31 stycznia 1952 roku we wsi Trylesino, w rejonie horeckim obwodu mohylewskiego Białoruskiej SRR, ZSRR. W 1971 roku ukończył Mohylewskie Technikum Politechniczne, w 1979 roku – Białoruską Państwową Akademię Gospodarstwa Wiejskiego, uzyskując wykształcenie inżyniera mechanika ze specjalnością „Mechanizacja gospodarstwa wiejskiego”. W 1971 roku pracował jako technik mechanik w Miejskim Handlu Spożywczym w Orszy. W latach 1971–1973 odbył służbę wojskową w szeregach Armii Radzieckiej. Po jej zakończeniu, w 1973 roku pracował we wcześniejszym miejscu pracy. W latach 1979–1981 pracował jako inżynier kontroler stacji obsługi technicznej, zastępca kierownika Rejonowej Stacji Chemiczno-Rolniczej w Białyniczach. W latach 1981–1992 był instruktorem działu organizacyjnego w Białynickim Komitecie Rejonowym Komunistycznej Partii Białorusi, przewodniczącym Rejonowej Stacji Chemiczno-Rolniczej w Białyniczach, zastępcą kierownika Wydziału Rolnictwa i Gospodarki Żywnościowej Białynickiego Rejonowego Komitetu Wykonawczego. Od 1992 roku pełnił funkcję przewodniczącego Białynickiego Rejonowego Komitetu Wykonawczego. W latach 1991–1994 był deputowanym do Białynickiej Rejonowej Rady Deputowanych, a w latach 1992–1994 – Mohylewskiej Obwodowej Rady Deputowanych.
13 stycznia 1997 roku został członkiem Rady Republiki Zgromadzenia Narodowego Republiki Białorusi I kadencji. Od 22 stycznia pełnił w niej funkcję zastępcy przewodniczącego Stałej Komisji ds. Polityki Regionalnej. Jego kadencja w Radzie Republiki zakończyła się 19 grudnia 2000 roku. Jednocześnie był deputowanym do Zgromadzenia Parlamentarnego Związku Białorusi i Rosji, wchodził w nim w skład Komisji ds. Gospodarki. Od lipca 1999 roku pełnił funkcję Doradcy Prezydenta Republiki Białorusi – Głównego Inspektora ds. Obwodu Brzeskiego Administracji Prezydenta Republiki Białorusi. W tym samym roku został zastępcą przewodniczącego Mohylewskiego Obwodowego Komitetu Wykonawczego. 6 sierpnia 2004 roku został zwolniony ze stanowiska Inspektora i mianowany ministrem energetyki. Jako minister wielokrotnie delegowany był do Moskwy na negocjacje w sprawie dostaw rosyjskiego gazu ziemnego na Białoruś (7–9 września 2004, 15–16 listopada 2004, 29–30 czerwca 2005, 29–30 kwietnia 2006), a także na IV Ogólnorosyjski Tydzień Ropy i Gazu w Moskwie 25–28 października 2004 roku i 28. Posiedzenie Rady Elektroenergetycznej Wspólnoty Niepodległych Państw w Tbilisi 26–28 października 2005 roku. Funkcję ministerialną pełnił do 5 maja 2006 roku.
16 maja 2006 roku został zastępcą przewodniczącego Komitetu Kontroli Państwowej Republiki Białorusi. Od 18 lipca 2006 roku do 15 lutego 2011 roku wchodził w skład Komisji ds. Międzynarodowej Współpracy Technicznej przy Radzie Ministrów Republiki Białorusi. 18 października 2012 roku został deputowanym do Izby Reprezentantów Zgromadzenia Narodowego Republiki Białorusi V kadencji ze Szkłowskiego Okręgu Wyborczego Nr 90. Pełnił w niej funkcję zastępcy przewodniczącego Stałej Komisji ds. Polityki Rolnej. Jego kadencja w Izbie Reprezentantów zakończyła się 11 października 2016 roku.

## Życie prywatne
Alaksandr Ahiejeu posiada willę położoną w elitarnej mińskiej dzielnicy Drozdy, zamieszkanej przez przedstawicieli władzy i ludzi blisko związanych z przywódcą Białorusi Alaksandrem Łukaszenką.

## Poglądy
Podczas kampanii wyborczej poprzedzającej wybory parlamentarne w 2012 roku Alaksandr Ahiejeu odmówił udziału w debatach z jego konkurentami z partii opozycyjnych – Partii BNF i Białoruskiej Partii Lewicy „Sprawiedliwy Świat”. Jego zdaniem partie te działały na rzecz zwiększenia wpływu Stanów Zjednoczonych na politykę Białorusi i debata z ich przedstawicielami była pozbawiona sensu.

## Odznaczenia
- Medale jubileuszowe Republiki Białorusi;
- Podziękowanie Prezydenta Republiki Białorusi;
- Gramota Pochwalna Zgromadzenia Narodowego Republiki Białorusi[3].

## Życie prywatne
Alaksandr Ahiejeu jest żonaty, ma syna i córkę.